# Vernonia praestans
Vernonia praestans là một loài thực vật có hoa trong họ Cúc. Loài này được Ekman ex Urb. miêu tả khoa học đầu tiên năm 1929.